# Source astrophysique de rayons X

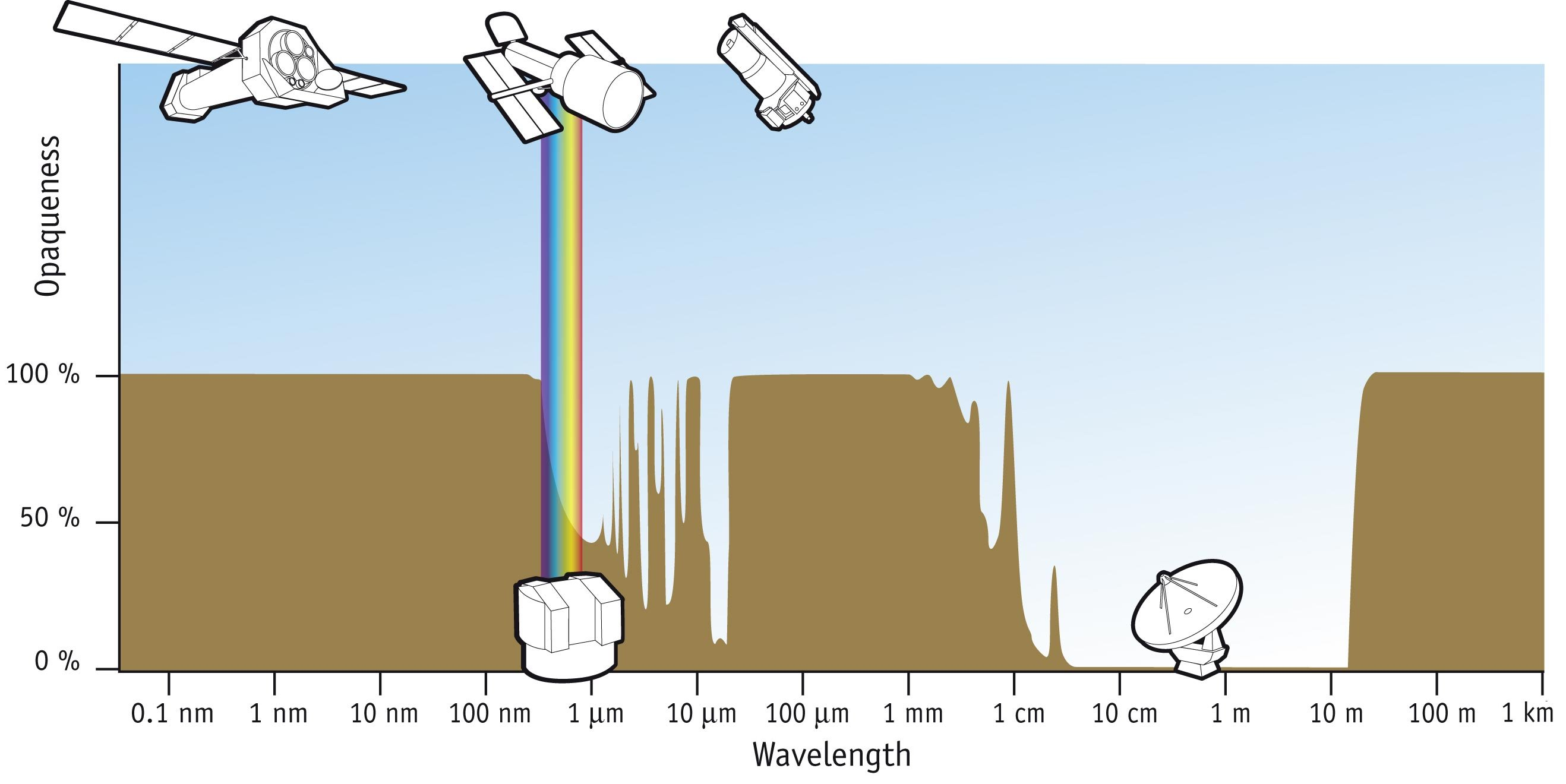
Les rayons X débutent à ~ 0.008 nm et s'étendent à travers le spectre électromagnétique jusqu'à ~ 8 nm, sur laquelle l'atmosphère terrestre est opaque.

Les sources astrophysiques de rayons X sont des objets célestes présentant des propriétés physiques qui donnent lieu à l'émission de rayons X.
Certains types d'objets célestes émettent des rayons X, comme les amas de galaxies, les trous noirs contenus dans les noyaux galactiques actifs et d'autres objets galactiques tels les rémanents de supernova, les étoiles, les étoiles binaires contenant une naine blanche, les étoiles à neutrons ou les binaires X. Certains corps du Système solaire en émettent également, le plus notable étant la Lune, bien que la majorité de sa luminosité en rayons X soit due à la réflexion du rayonnement solaire sa surface.
Les processus physiques à l'origine d'une émission continue de rayons X sont le bremsstrahlung, le rayonnement du corps noir, le rayonnement synchrotron, la diffusion Compton inverse, les collisions de protons rapides avec des électrons atomiques, et la recombinaison atomique avec ou sans transitions électroniques supplémentaires.
En outre, les entités célestes dans l'espace sont appelées « sources de rayons X célestes ». L'origine de toute source de rayons X observée est associée à un nuage coronal[pas clair].

## Amas de galaxies

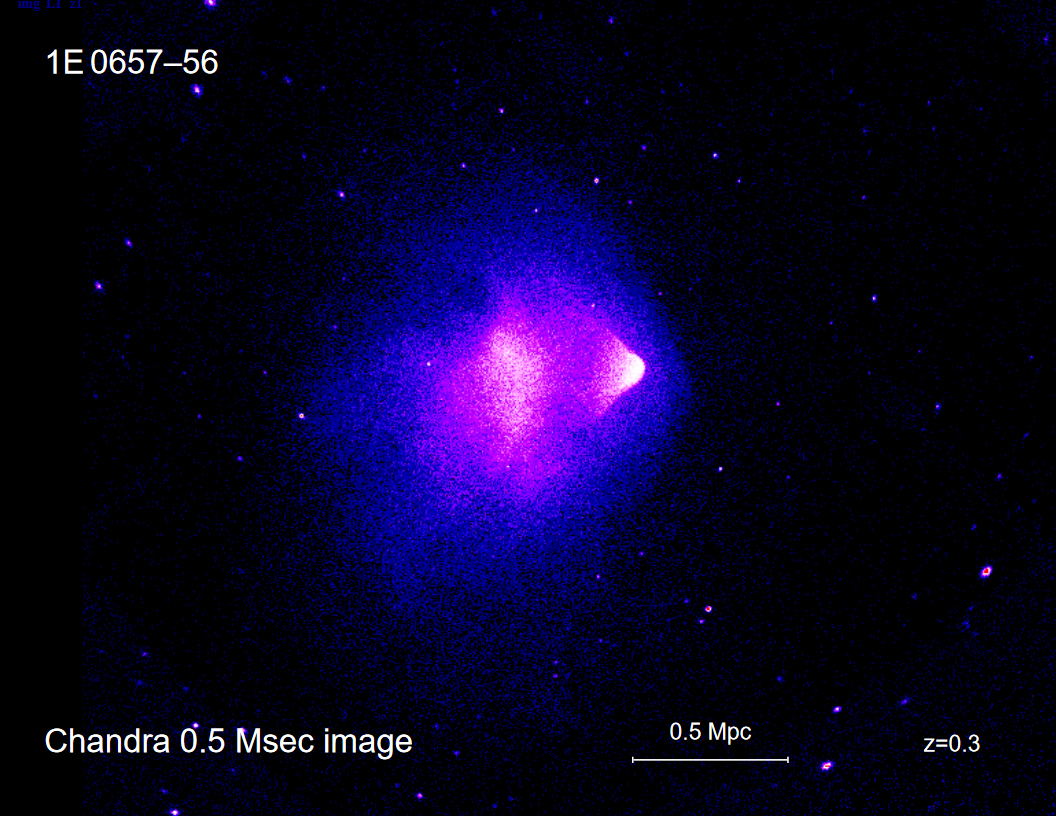
Photo de rayons X prise par le Chandra X-ray Observatory de rayons X de l'amas de la Balle. Le temps d'exposition était de 140 heures. L'échelle est indiquée en méga parsecs. Le redshift (z) = 0,3, signifie que sa lumière a des longueurs d'onde tendues par un facteur de 1,3.

Les amas de galaxies sont formés par la fusion des unités plus petites de la matière, tels que les groupes de galaxies ou galaxies individuelles. Le composant (qui contient galaxies, gaz et matière noire) gagne de l'énergie cinétique quand la gravitation du puits de potentiel de l'amas agit sur lui. Le gaz attiré entre en collision avec le gaz déjà présent dans l'amas et la température du choc est située entre 107 et 108 K selon la taille de l'amas. Ce gaz très chaud émet des rayons X par émission de bremsstrahlung thermique, et l'émission de raie de métaux (en astronomie, « métaux » désigne tous les éléments sauf l'hydrogène et l'hélium). Les galaxies et la matière noire sont non-collisionnelles et deviennent rapidement virielles, en orbite autour de l'amas du puits de potentiel.
Avec une signification statistique de 8σ, il a été constaté que le décalage du centre de masse du centre des pics de masse baryoniques spatiale ne peut pas être expliquée par une modification de la loi de force gravitationnelle.

## Quasars
Un quasar est une galaxie très énergétique et lointaine comprenant un noyau galactique actif. QSO 0836+7107 est un Objet Quasi-Stellaire (QSO en anglais) qui émet de grandes quantités d'énergie radio. Cette émission de radio est causée par des électrons en spirale (donc accélérés) le long des champs magnétiques produisant une radiation de cyclotron ou de synchrotron. Ces électrons peuvent également interagir avec la lumière visible émise par le disque autour du noyau galactique actif ou du trou noir en son centre. Ces photons accélèrent les électrons, qui émettent alors un rayonnement gamma et X grâce à la diffusion Compton et Compton inverse.
À bord du Compton Gamma-Ray Observatory (CGRO), l'instrument Burst and Transient Source Experiment (BATSE) détecte dans une gamme de 20 keV à 8 MeV. QSO 0836+7107 ou 4C 71.07 a été détectée par BATSE comme une source de rayons gamma mous et de rayons X durs. QSO 0836+7107 est l'objet le plus éloigné observé dans la catégorie des émetteurs de rayons gamma mous. Il a aussi été observé par le télescope Energetic Gamma Ray Experiment (EGRET), également à bord du Compton Gamma Ray Observatory.

## Galaxies de Seyfert
Les galaxies de Seyfert sont une classe de galaxies avec des noyaux qui produisent une émission de raie spectrale de gaz hautement ionisé. Ils sont une sous-classe des noyaux actifs de galaxies, et sont pensés pour contenir des trous noirs supermassifs.

## Sources X ultralumineuses
Les sources X ultralumineuses (ULXs) sont ponctuelles, les sources de rayons X avec une luminosité non-nucléaires supérieures à la limite d'Eddington de 3 × 1039 ergs s−1 pour un trou noir de 20 M☉. Beaucoup d'ULXs montrent une forte variabilité et peuvent être des trous noirs binaires. Pour être dans la classe de trous noirs à masse intermédiaires (IMBHs), leurs luminosités, les émissions de disques thermiques, leurs temps de variation, permettent de suggérer son appartenance aux IMBHs. Cependant, lorsque l'émission dépasse la limite d'Eddington, l'ULX peut être un trou noir de masse stellaire. La galaxie spirale NGC 1313 possède deux ULXs compacts, X-1 et X-2. Pour X-1, la luminosité des rayons X s’accroît jusqu'à un maximum de 3 × 1040 ergs s−1, dépassant ainsi la limite d'Eddington. Alors que X-2 a un comportement inverse.

## Trous noirs

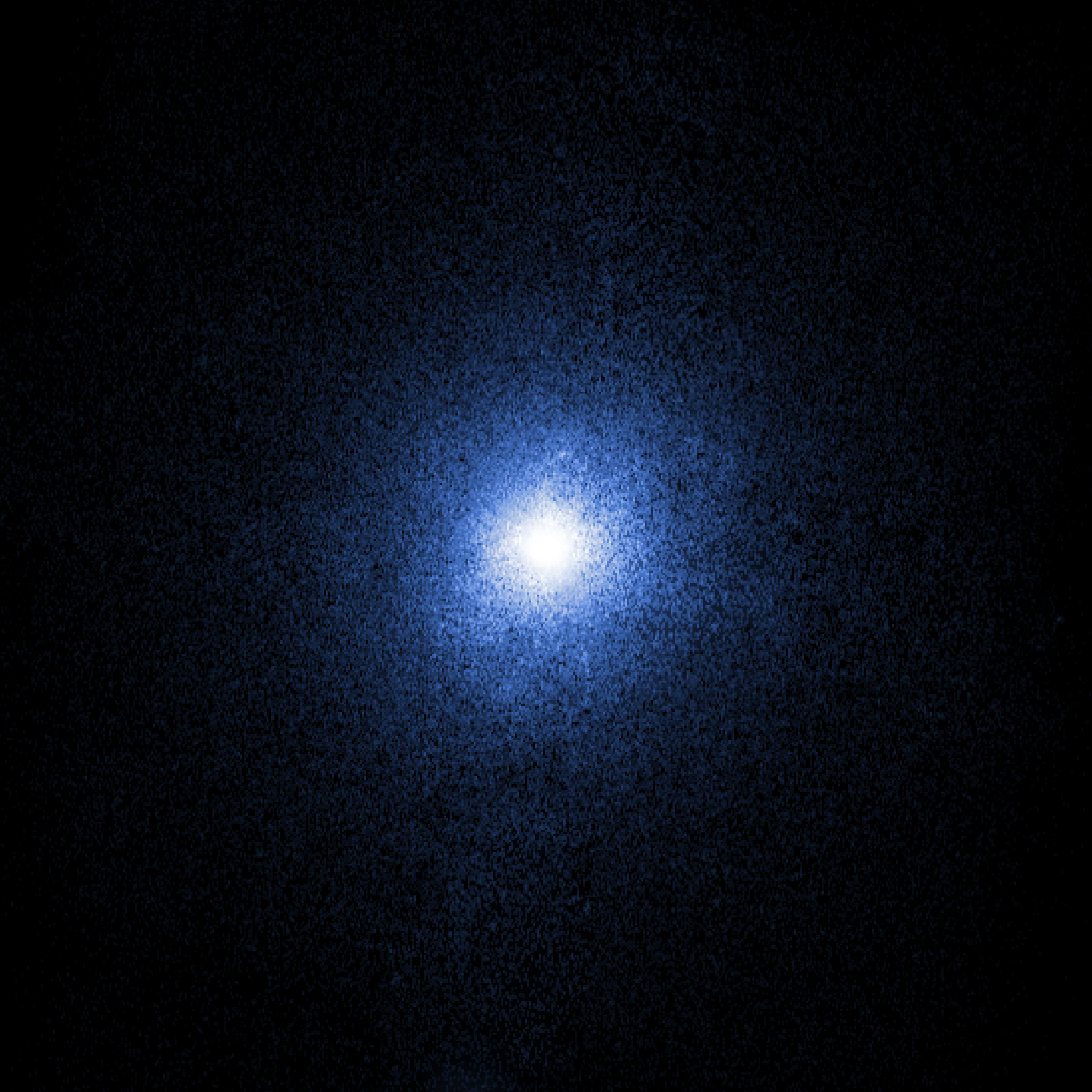
Image Chandra de Cygnus X-1, qui a été le premier candidat au trou noir à être découvert.

Les trous noirs émettent un rayonnement. La matière attirée a un moment angulaire, ce qui signifie que la matière ne peut pas tomber directement, mais tourne autour du trou noir. Ce composant forme souvent un disque d'accrétion. Des disques d'accrétion lumineuse similaires peuvent également se former autour des naines blanches et des étoiles à neutrons. Dans le cas d'une étoile à neutrons, la vitesse d'attraction peut être une fraction importante de la vitesse de la lumière.

## Rémanent de supernova
Une supernova thermonucléaire (ST) est une explosion d'une naine blanche en orbite autour, soit une autre naine blanche, soit d'une géante rouge. La naine blanche dense peut accumuler des gaz donnés provenant de l'autre corps céleste. Lorsque la naine atteint la masse critique de 1,4 M☉, une explosion thermonucléaire s'ensuit. Comme chaque ST brille avec une luminosité connue, elles sont appelées « chandelles standard » et sont utilisées par les astronomes pour mesurer les distances dans l'univers.
SN 2005ke est la première supernova thermonucléaire détectée dans des longueurs d'onde de rayons X, et il est beaucoup plus lumineux dans l'ultraviolet que prévu.

## Émission de rayons X des étoiles
Dans certaines étoiles à neutrons ou des systèmes de naines blanches, le champ magnétique de l'étoile est suffisant pour empêcher la formation d'un disque d'accrétion. Le composant du disque devient très chaud à cause du frottement, et émet des rayons X. Le composant du disque perd alors lentement son moment angulaire et retombe sur l'étoile compacte. Dans les étoiles à neutrons et les naines blanches, les rayons X supplémentaires sont générés lorsque le matériau atteint leurs surfaces. L'émission de rayons X des trous noirs est variable, leur luminosité variant sur des durées très courtes. La variation de la luminosité peut fournir des informations sur la taille du trou noir.

### Vela X-1
Vela X-1 est une pulsation, éclipsant les systèmes binaire X de forte masse (BXFM), associé à la source Uhuru 4U 0900-40 et l'étoile supergéante HD 77581. L'émission de rayons X de l'étoile à neutrons est provoquée par la capture et l'accrétion de la matière à partir du vent stellaire de la seconde supergéante. Vela X-1 est la BXFM détachée prototypique.

### Hercules X-1

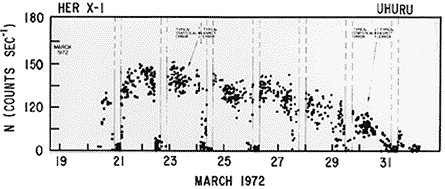
Cette courbe de lumière de Her X-1 montre la variabilité à long et à moyen terme. Chaque paire de lignes verticales délimite l'éclipse de l'objet compact derrière le second. Dans ce cas, le second objet est une étoile de 2 masses solaires avec un rayon de près de 4 fois celle de notre Soleil. Cette éclipse nous montre la période orbitale du système, étant de 1,7 jour.

Une binaire X de masse intermédiaire est un système d'étoiles binaire où l'un des composants est une étoile à neutrons, ou un trou noir. L'autre composant est une étoile de masse intermédiaire.
Hercules X-1 est composé d'une étoile à neutrons accrétant la matière d'une étoile normale, probablement dû au lobe de Roche débordant. X-1 est le prototype pour les binaires X massives, bien qu'il soit sur la frontière, ~2 M☉, situé entre binaires X de haute et de faible masse.

### Scorpius X-1
La première source de rayons X extrasolaire a été découverte le 12 juin 1962. Cette source est appelée Scorpius X-1, la première source de rayons X a été trouvée dans la constellation du Scorpion, située dans la direction du centre de la Voie Lactée. Scorpius X-1 est situé à 9000 al de la Terre, et est après le Soleil la plus forte source de rayons X dans le ciel à des énergies inférieures à 20 keV. Sa productivité de rayons X est de 2,3 × 1031 W, environ 60 000 fois la luminosité totale du Soleil. Scorpius X-1 est lui-même une étoile à neutrons. Ce système est considéré comme un binaire X de faible masse ; l'étoile à neutrons est d'environ 1,4 masse solaire, tandis que l'étoile donatrice est seulement de 0,42 masse solaire.

### Soleil

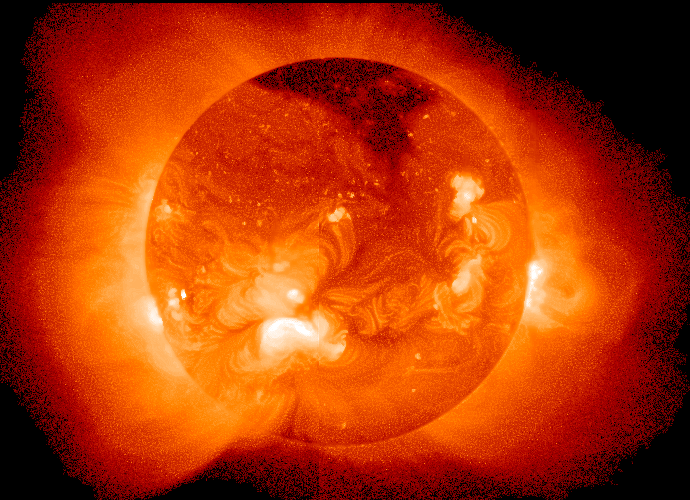
La couronne du Soleil comme on le voit dans la partie des rayons X du spectre électromagnétique, le 8 mai 1992 par le télescope à rayons X à bord du vaisseau spatial et de l'observatoire solaire Yohkoh.

À la fin des années 1930, la présence d'un gaz très chaud entourant le Soleil a permis de déduire indirectement des lignes coronales optiques hautement ionisées. Durant les observations radio au milieu des années 1940, une couronne de radio autour du Soleil a été révélée. Après la détection de photons de rayons X du soleil au cours d'un vol de fusée, T. Burnight a écrit : «le Soleil est supposé être la source de ce rayonnement, bien que le rayonnement de longueur d'onde plus courte que 4 Å ne serait pas attendu des estimations théoriques de rayonnement de corps noir de la couronne solaire". Et, bien sûr, les gens ont vu la couronne solaire à la lumière visible diffusée pendant les éclipses solaires.
Alors que les étoiles à neutrons et les trous noirs sont les sources ponctuelles de rayons X, toutes les étoiles de la séquence principale sont susceptibles d'avoir assez de coronae chaud pour émettre des rayons X. Les étoiles de types A ou F présentent de plus minces zones de convection et ainsi produisent de faible activité coronale.
Les variations similaires du cycle solaire sont observées dans le flux des rayonnements de rayons solaires X et UV ou EUV. La rotation est l'un des principaux déterminants de l'effet dynamo, mais ce point n'a pas pu être mise en évidence par l'observation du Soleil : l'activité magnétique du Soleil est fortement modulée (en raison du cycle magnétique de 11 ans), mais cet effet n'est pas directement dépendant de la période de rotation.
Les éruptions solaires suivent habituellement le cycle solaire. CORONAS-F a été lancé le 31 juillet 2001 pour coïncider avec le 23e maximum du cycle solaire. L'éruption solaire du 29 octobre 2003 a un degré significatif de polarisation linéaire (> 70 % dans les canaux E2 = 40-60 keV et E3 = 60-100 keV, mais seulement environ 50 % dans E1 = 20-40 keV) des rayons X durs, mais d'autres observations ont généralement fixé des limites supérieures.

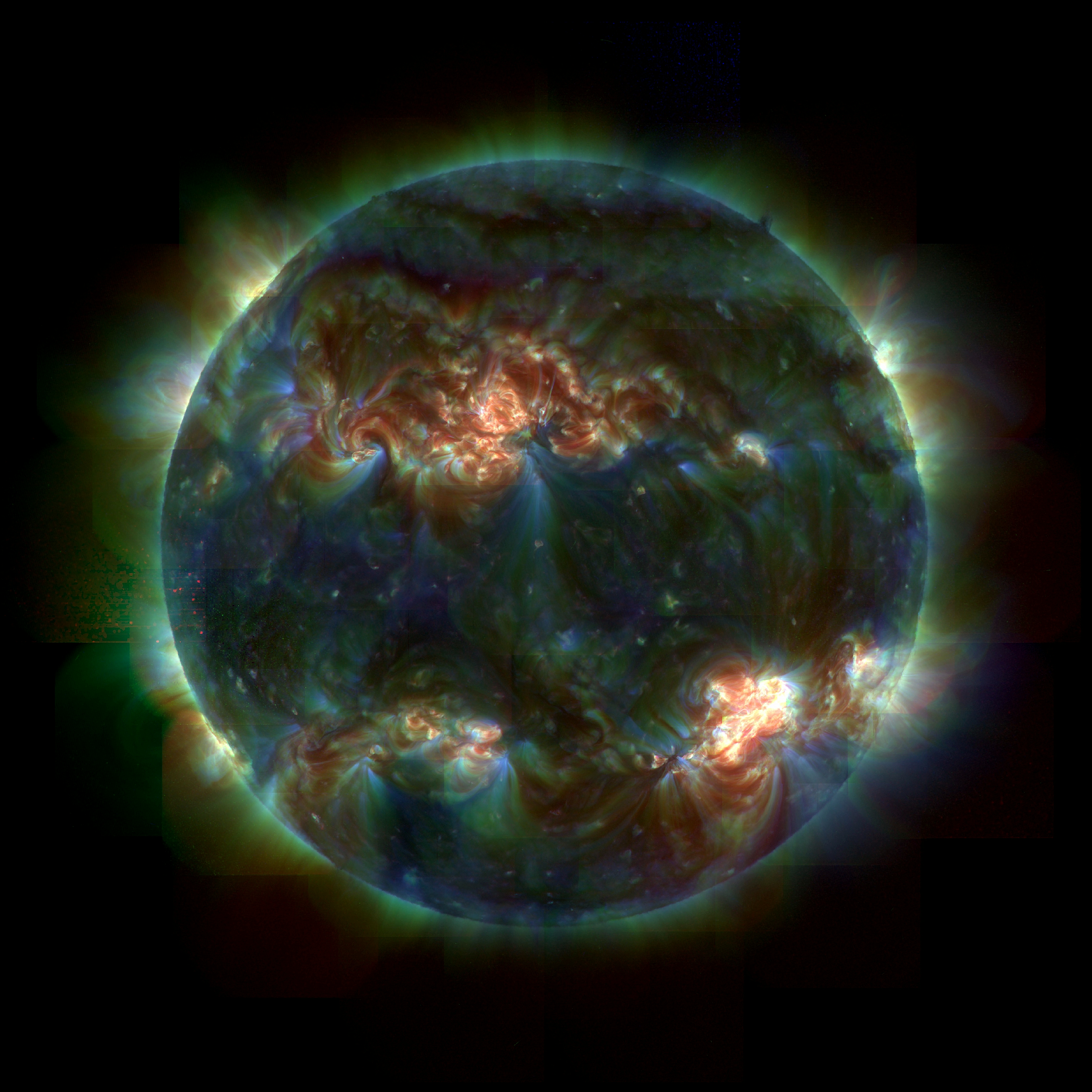
Ceci est une fausse couleur, 3-couche de composite de l'observatoire de TRACE : les canaux bleu, vert et rouge indiquent respectivement : 17,1 nm, 19,5 nm et 28,4 nm. Ces filtres TRACE sont les plus sensibles à l'émission de 1, 1,5 et 2 millions de degrés de plasma, montrant ainsi toute la couronne et les détails des boucles coronales dans l'atmosphère solaire inférieure.

Les boucles coronales forment la base de la structure de la zone de transition inférieure et la couronne solaire. Ces boucles hautement structurées sont une conséquence directe du flux magnétique solaire torsadée dans le corps solaire. La population de boucles coronales est directement liée au cycle solaire, c'est pour cette raison que les boucles coronales sont souvent trouvées avec les taches solaires à leurs footpoints. Les boucles coronales peuplent les régions actives et tranquilles de la surface solaire. Le télescope à rayons X Yohkoh (SXT) a observé des rayons X dans la gamme de 0,25 à 4,0 keV. SXT était sensible au plasma dans la plage de température de 2 à 4 MK, ce qui en fait une plate-forme d'observation idéal pour comparer les données avec celle recueillies à partir de TRACE portant sur les rayonnements ds boucles coronales dans les longueurs d'onde EUV.
Les variations d'émission d'énergie des éruptions solaires dans les rayons X mous (10 à 130 nm) et EUV (26-34 nm) enregistrées par CORONAS-F montrent que pour la plupart des éruptions observées entre 2001 et 2003 rayonnement d'UV précédé d'une émission de rayons X avec un intervalle de 1 à 10 min.

### Naines blanches
Lorsque le noyau d'une étoile de taille moyenne se contracte, cela provoque une libération d'énergie qui entraîne l'expansion de l'enveloppe de l'étoile. Cela continue jusqu'à ce que ses couches externes soient expulsées. Le noyau de l'étoile reste intact, et devient alors une naine blanche. La naine blanche est entourée d'une enveloppe de gaz en expansion, comme une nébuleuse planétaire. Les nébuleuses planétaires semblent marquer le passage d'une étoile de masse moyenne à une géante rouge pour finir en naine blanche. Les images en rayons X révèlent des nuages de gaz de plusieurs millions de degrés qui ont été compressés et chauffés par un vent stellaire rapide. Finalement, l'étoile centrale s'effondre pour former une naine blanche. Pendant un milliard d'années environ après l'effondrement de l'étoile en naine blanche, elle est assez chaude pour avoir une couleur blanche liée à une température de surface d'environ 20 000 K.
Une émission de rayons X a été détectée à partir de PG 1658+441, une naine blanche magnétique chaude, isolée, d'abord détectée dans une observation IPC Einstein puis identifiée plus tard dans une observation de réseau multiplicateur de canal Exosat. "Le spectre large bande de cette naine blanche DA peut être expliqué comme émission d'hydrogène d'atmosphère pur à partir d'une gravité élevée homogène, avec une température proche de 28 000 K." Ces observations de PG 1658 + 441 supportent une corrélation entre la température et de l'hélium abondant dans les atmosphères de naines blanches.
Une source de rayons X super mous (SSXS) émet des rayons X mous dans la gamme de 0,09 à 2,5 keV. Les rayons X super mous sont soupçonnés d'être produits par fusion nucléaire constante sur la surface d'une naine blanche de composant attiré d'un autre objet céleste binaire. Cela nécessite un flux de matériau suffisamment élevé pour maintenir la fusion.
Les variations de transfert de masse peuvent se produire dans V Sge, similaire à SSXS RX J0513.9-6951 comme révélé par l'analyse de l'activité de la SSXS V Sge, où des épisodes de longs états faibles se produisent dans un cycle de ~400 jours.
RX J0648.0-4418 est un pulsateur de rayons X dans la nébuleuse du Crabe. HD 49798 est une étoile sous-naine qui forme un système binaire avec RX J0648.0-4418. Une étoile sous-naine est un objet lumineux sur les bandes optiques et UV. La période orbitale du système est connue avec précision. Des observations récentes du XMM-Newton programmées pour coïncider avec l'éclipse attendue de la source de rayons X ont permis une détermination précise de la masse de celle-ci (au moins 1,2 masse solaire), classant la source de rayons X en tant que rare, en naine blanche ultra-massive.

### Naine brune
En théorie, un objet qui a une masse inférieure à environ 8 % de la masse du Soleil ne peut pas soutenir la fusion nucléaire dans son noyau. Ceci marque la démarcation entre les naines rouges et les naines brunes. La ligne de démarcation entre les planètes et les naines brunes se produit avec les objets qui ont des masses inférieures à environ 1 % de la masse du Soleil, soit 10 fois la masse de Jupiter. Ces objets ne peuvent pas fusionner le deuterium.

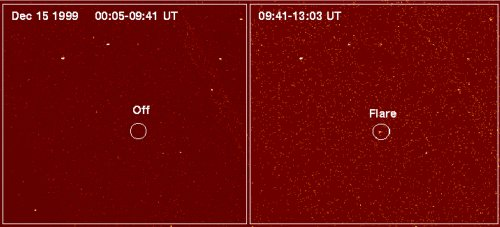
Image de Chandra de LP 944-20 avant éruption, et pendant.

#### LP 944-20
En l'absence de source centrale d'énergie nucléaire, l'intérieur d'une naine brune est en ébullition rapide, ou à l'état convectif. L'éruption observée par Chandra de LP 944-20 pourrait avoir son origine dans la matière chaude magnétisée et turbulente, sous la surface de la naine brune. Une éruption sous la surface pourrait conduire la chaleur vers l'atmosphère, ce qui permet aux courants électriques de circuler et de ainsi produire une production de rayons X, comme un coup de foudre. L'absence de rayons X de LP 944-20 pendant la période de sans éruption est également un résultat significatif. Il fixe la limite d'observation la plus basse sur la puissance de production de rayons X par une naine brune, et montre que les couronnes cessent d'exister au moment où la température de surface d'une naine brune se refroidit en dessous d'environ 2 500 °C et devient électriquement neutre.

#### TWA 5B
En utilisant l'observatoire Chandra de la NASA, les scientifiques ont détecté des rayons X à partir d'une naine brune de faible masse dans un système stellaire multiple. "Les données de Chandra montrent que les rayons X proviennent de la couronne de plasma de la naine brune, qui est à environ 3 millions de degrés Celsius», a déclaré Yohko Tsuboi de l'Université Chuo à Tokyo. "Cette naine brune est aussi brillante que le Soleil aujourd'hui, à la lumière de rayons X, alors qu'il est cinquante fois moins massive que le Soleil", dit Tsuboi. "Cette observation, soulève ainsi la possibilité que même des planètes massives pourraient émettre des rayons X par eux-mêmes au cours de leur jeunesse !".

## Réflexion des rayons X
Les potentiels électriques sont à environ 10 millions de volts, et les courants à 10 millions d'ampères. Ils sont nécessaires pour expliquer les aurores aux pôles de Jupiter, qui sont mille fois plus puissant que ceux de la Terre.
Sur Terre, les aurores sont déclenchées par des tempêtes solaires de particules énergétiques, qui perturbent le champ magnétique terrestre. Les rafales de particules en provenance du Soleil faussent également le champ magnétique de Jupiter, et peuvent produire des aurores.
Le spectre de rayons X de Saturne est similaire à celui des rayons X provenant du Soleil, cela peut s'expliquer grâce à la réflexion des rayons X solaires par l'atmosphère de Saturne. L'image optique est beaucoup plus lumineuse, et montre les anneaux des Saturnes, qui ne sont pas détectés aux rayons X.

## Fluorescence des rayons X
Certains des rayons X détectés, provenant d'un corps du Système solaire autres que le Soleil, sont produits par fluorescence. Les rayons X solaires diffusés fournissent un composant supplémentaire.
Dans l'image de la Lune du télescope ROSAT, la luminosité du pixel correspond à l'intensité des rayons X. L'hémisphère lunaire lumineux brille aux rayons X, car il réémet des rayons X provenant du soleil. Le ciel a une lueur de rayons X en partie en raison de la myriade de lointaines galaxies actives. L'ombre du côté obscur du disque les ombres de la Lune provenant des rayonnements de rayons X de l'espace. Quelques rayons X ne semblent que provenir de l'hémisphère lunaire ombré. Ils sont plutôt originaires de la couronne de la Terre ou de l'atmosphère étendue qui entoure observatoire de rayon X.

### Détection de comètes

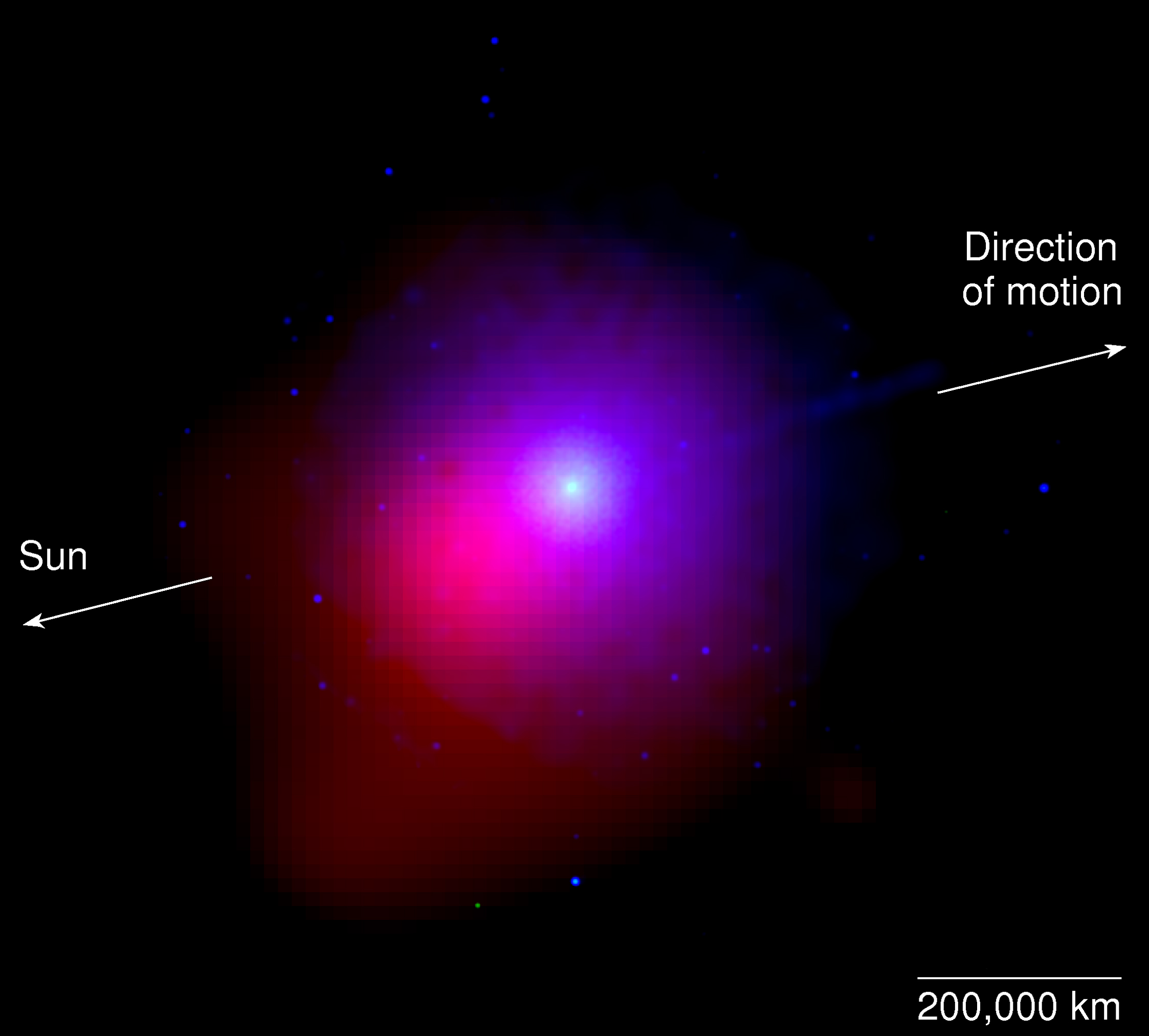
La comète Lulin traversant la constellation de la Balance et photographié par Swift le 28 janvier 2009. Cette image fusionne les données acquises par le télescope ultraviolet et optique (bleu et vert) et aux rayons X (rouge). Au moment de l'observation, la comète était à 160 millions de kilomètres de la Terre et 185 millions de kilomètres du Soleil.

Le satellite Swift Gamma-rayon X de la NASA a suivi la comète Lulin et s'est éteint à 63 Gm de la Terre. Pour la première fois, les astronomes ont pu voir des images aux UV et aux rayons X simultanées d'une comète. "Le vent solaire - un flux de particules du soleil en mouvement rapide - interagit avec des nuages plus larges d'atomes de la comète. C'est ça qui est détecté par XRT Swift.", a déclaré Stefan Immler, du Goddard Space Flight Center. Cette interaction, appelée échange de charge. Lulin est si actif que son nuage atomique est particulièrement dense. En conséquence, la région émettant des rayons X se prolonge vers le soleil loin de la comète.

## Sources célestes de rayons X
La sphère céleste a été divisé en 88 constellations. Les constellations de l'AIU sont des zones du ciel. Chacune d'entre elles contiennent des sources de rayons X. Certains d'entre eux sont des galaxies ou des trous noirs au centre des galaxies, ou encore des pulsars. Comme les sources de rayons X astronomiques, cherchant à comprendre la génération de rayons X, aide à comprendre le Soleil, l'univers dans son ensemble, et comment ceux-ci nous affectent sur Terre.

### Andromède

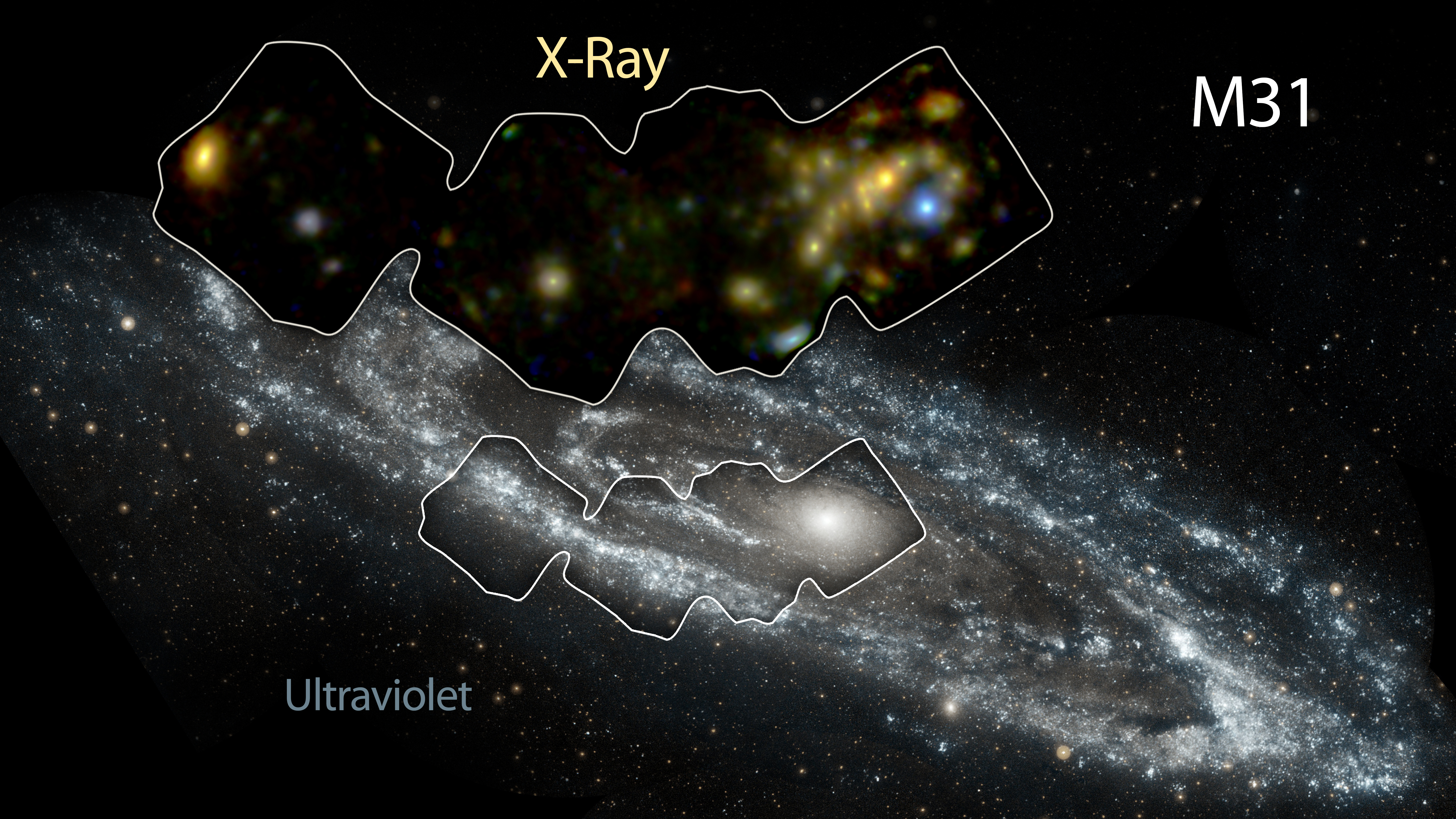
La galaxie d'Andromède - aux rayons X à grande énergie et aux rayons ultraviolets (publié le 5 janvier 2016).

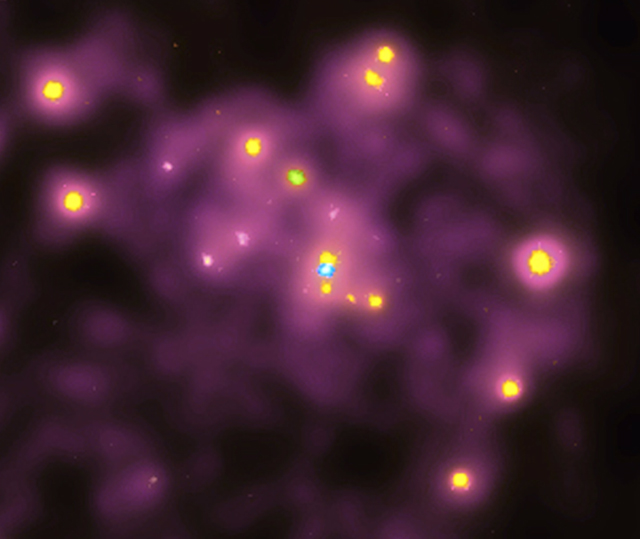
Utilisation du télescope à rayons X Chandra en orbite. Comme la Voie lactée, le centre galactique d'Andromède semble abriter une source importante de rayons X d'un trou noir d'un million, ou plus de masses solaires. Vu ci-dessus, l'image aux rayons X en fausse-couleur montre un certain nombre de sources de rayons X, dans la région centrale d'Andromède sous forme de points jaunâtres. La source bleue située à droite au centre de la galaxie coïncide avec la position du trou noir massif présumé.

De multiples sources de rayons X ont été détectées dans la galaxie d'Andromède, en utilisant les observatoires de XMM-Newton en orbite de l'ESA.

### Bouvier

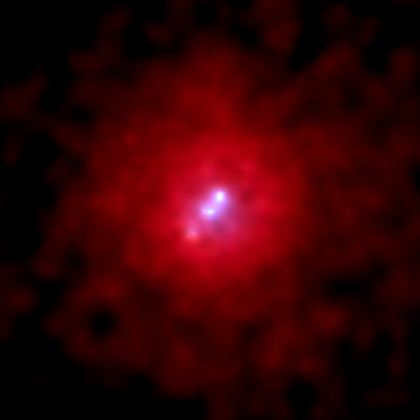
Image Chandra de 3C 295, où un amas de galaxies émettant des rayons X dans la constellation de Bouvier. L'image a été prise sur 42 arcsec. RA Dec –. Date d'observation : 30 août 1999. Instrument : ACIS.

3C 295 est l'un des amas de galaxies les plus lointains observés par les télescopes à rayons X. Chandra a observé que la galaxie centrale possède une forte source complexe de rayons X.

### Girafe

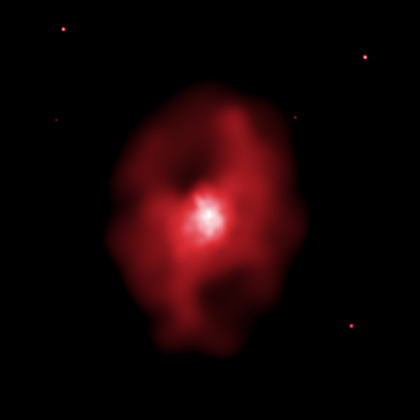
Image de Chandra de l'émission de gaz des rayons X, qui imprègne l'amas de galaxies MS 0735.6+7421 dans Camelopardus. L'image a été prise sur 4.2 arcmin par côté. RA Dec + dans Camelopardus. Date d'observation: 23 novembre 2003.

Les rayons X chauds émettent du gaz qui imprègne l'amas de galaxies MS 0735.6+7421 dans Camelopardus. Deux vastes cavités - chacune 600 000 al de diamètre apparaissent sur les côtés opposés de la galaxie au centre. Ces cavités sont extrêmement magnétisées avec des électrons à haute énergie qui émettent des ondes radio.

### Chiens de chasse

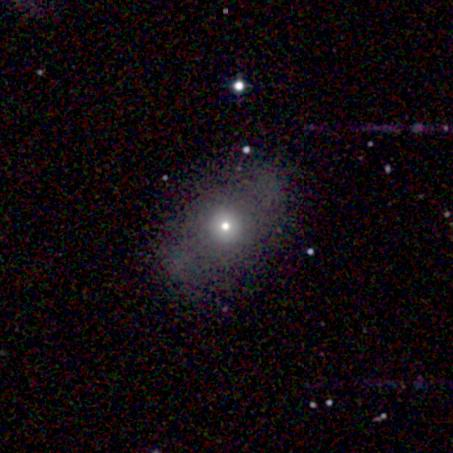
Une vision infrarouge de NGC 4151.

Le point de repère NGC 4151 aux rayons X, une galaxie spirale intermédiaire de Seyfert a un trou noir massif en son noyau.

### Cassiopée

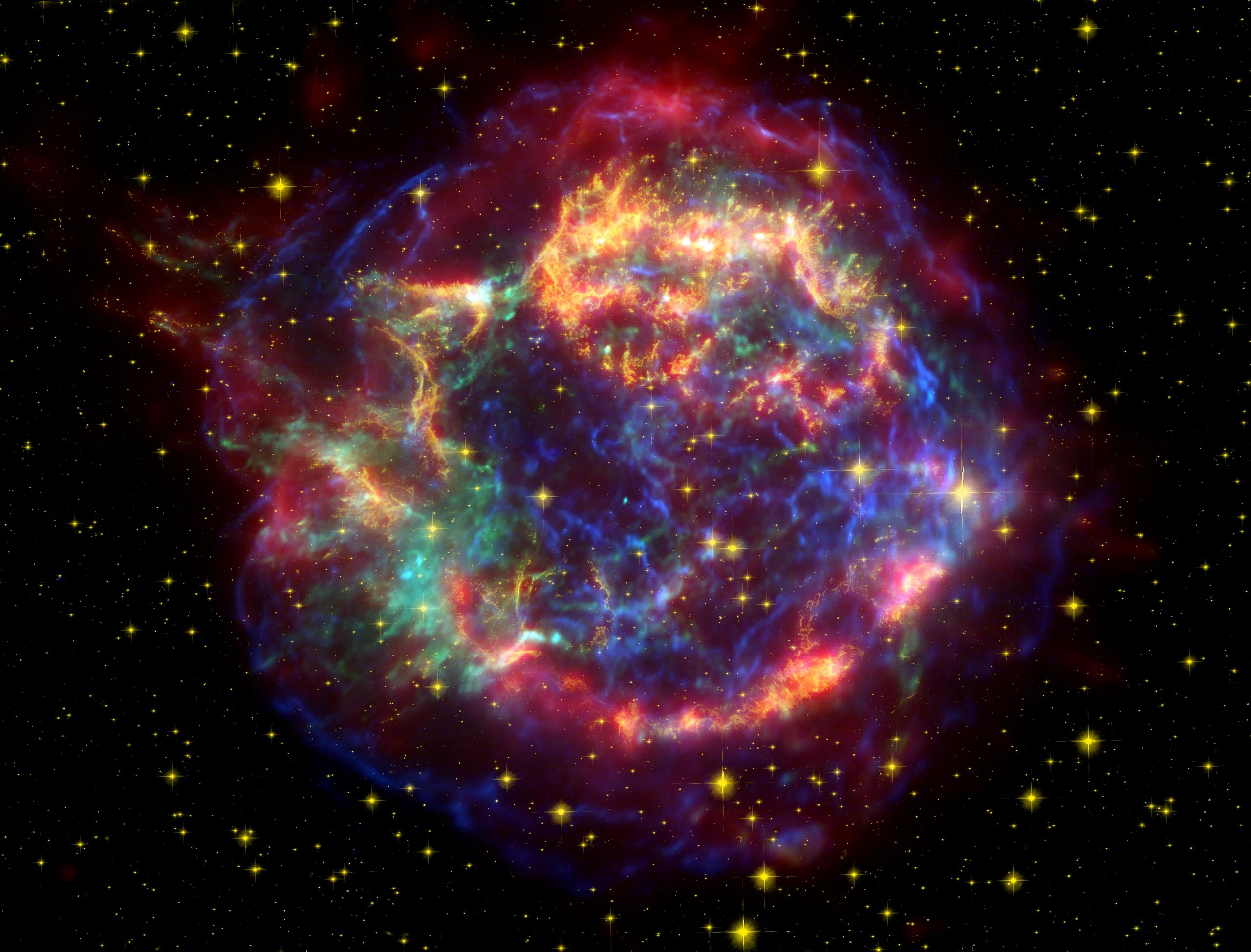
Cassiopée A: une image en fausse couleur composée de données provenant de trois sources. Le rouge provient des rayons infrarouges du télescope spatial Spitzer, l'orange représente les données visibles par le télescope spatial Hubble, et les données bleues et vertes sont du télescope spatial Chandra.

En ce qui concerne les rémanents de Cassiopea A, on pense que la première lumière de l'explosion stellaire a atteint la Terre il y a environ 300 ans, mais il n'existe pas des documents historiques sur celle-ci, probablement en raison de la poussière interstellaire absorbant le rayonnement optique avant d'atteindre la Terre. Les explications possibles penchent vers l'idée que l'étoile source était exceptionnellement massive, et avait déjà éjecté une grande partie de ses couches externes. Ces couches externes auraient masqué l'étoile, puis réabsorbé une grande partie de la lumière libérée.
CTA 1 est une autre source de rémanents rayons X SNR dans Cassiopée. Un pulsar dans la supernova LTC 1 (4U 0000 + 72) émettant initialement des rayonnements de rayons X (1970-1977). Cette émission n'a pas été re-détectée depuis 2008. Au lieu de cela, le télescope spatial Fermi Gamma-ray a détecté que le pulsar émettait un rayonnement gamma-X, le premier de son genre.

### Carène

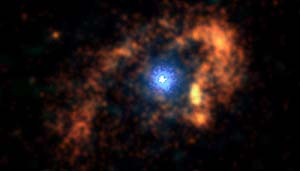
Classée comme une étoile chimiquement particulière, Eta Carinae présente une superstar en son centre comme on le voit sur cette image de Chandra. La bague extérieure fournit la preuve d'une grande explosion qui a eu lieu il y a plus de 1000 ans.

Les trois structures autour de Eta Carinae sont pensés pour représenter les ondes de choc produites par la matière se déplaçant à des vitesses supersoniques. La température du gaz de choc est comprise entre 60 MK dans les régions centrales et de 3 MK sur la structure externe en forme de fer à cheval. "L'image Chandra contient quelques énigmes par exemple de la façon dont une étoile peut produire de tels rayons X chauds et intenses», explique le professeur Kris Davidson de l'Université du Minnesota.

### Baleine

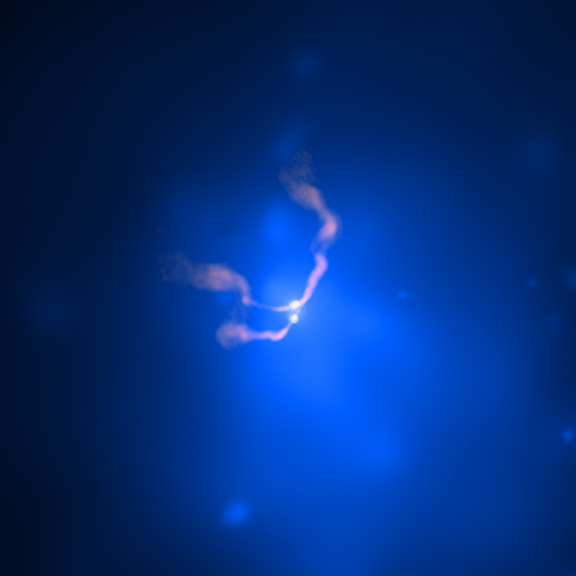
Deux trous noirs supermassifs en spirale en fusion près du centre de NGC 1128, à quelque 25000 années-lumière les uns des autres.

Abell 400 est un amas de galaxies, contenant une galaxie (NGC 1128) avec deux trous noirs supermassifs 3C 75 en spirale.

### Caléméon
Le complexe de Caméléon est une grande région de formation d'étoiles qui inclut les nébuleuses obscures Caméléon I, Caméléon II et Caméléon III. Elle occupe la quasi-totalité de la constellation et chevauche l'Oiseau de paradis, la Mouche et la Carène. La densité moyenne des sources de rayons X est d'environ une source par degré carré.

#### Nébuleuse obscure Caméléon I

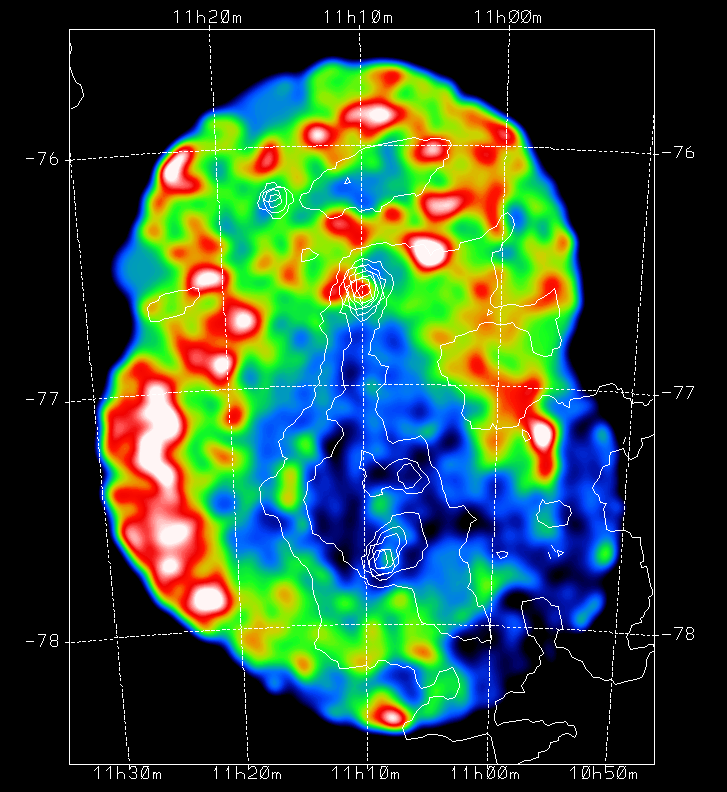
Ceci est une image en fausses couleurs provenant de ROSAT aux rayons X, entre 500 eV et 1,1 keV de la nébuleuse obscure de Caméléon I. Les contours d'émission de poussières mesuré par le satellite IRAS sont de 100 µm.

Le nuage Caméléon I est un nuage coronal. Il est relativement isolé des autres nuages de formation d'étoiles. La population stellaire totale est de 200-300. Le nuage de Caméléon I est divisé dans le nuage du Nord ou de la région et de nuages Sud ou nuage principal.

#### Nébuleuse obscure Caméléon II
La nébuleuse obscure Caméléon II contient 40 sources de rayons X. Une observation de Caméléon II a été réalisée du 10 au 17 septembre 1993.

#### Nébuleuse obscure Caméléon III
"Caméléon III semble être dépourvue d'activité de formation d'étoiles en cours." HD 104237 (type spectral A4e) observé par ASCA, situé dans la nébuleuse obscure Caméléon III, est l'étoile Herbig Ae/Be la plus brillante dans le ciel.

### Couronne boréale

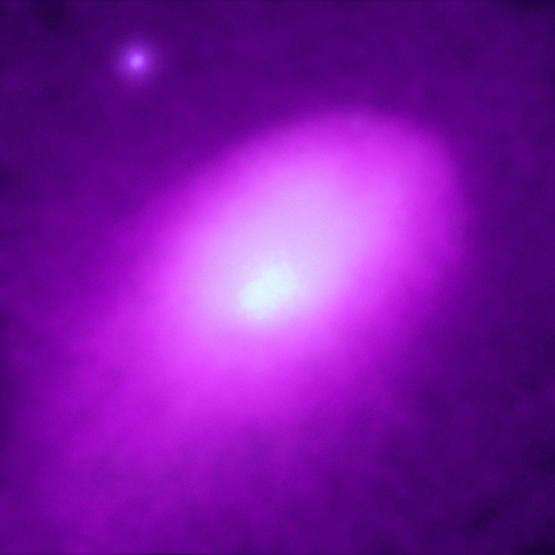
Image de l'observatoire de rayons X Chandra de l'amas de galaxies Abell 2142.

L'amas de galaxies Abell 2142 émet des rayons X et est dans la Couronne boréale. Il est l'un des objets les plus massifs de l'univers.

### Éridan

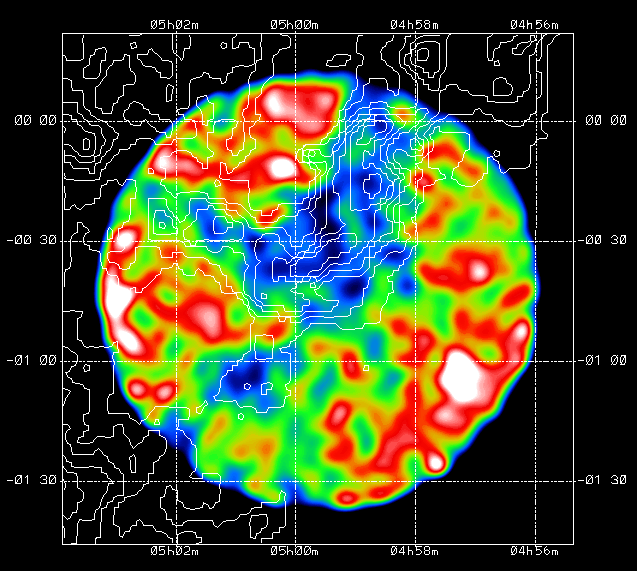
Cette image en fausses couleurs qui provient de ROSAT est une partie du vent stellaire de la superbulle la plus proche (la superbulle Orion-Eridanus) étendu sur Éridan et sur Orion. Les rayons X mous sont émis par le gaz chaud (T ~ 2-3 MK) à l'intérieur de la superbulle. Ici, le filament absorbe les rayons X mous entre 100 et 300 eV, ce qui indique que le gaz chaud est situé derrière le filament. Son intérieur est alimenté par la lumière UV et les vents stellaires des étoiles chaudes. Ces étoiles dynamisent la superbulle sur environ 1200 al à travers laquelle est observée dans les portions optiques des rayons X du spectre.

### Orion

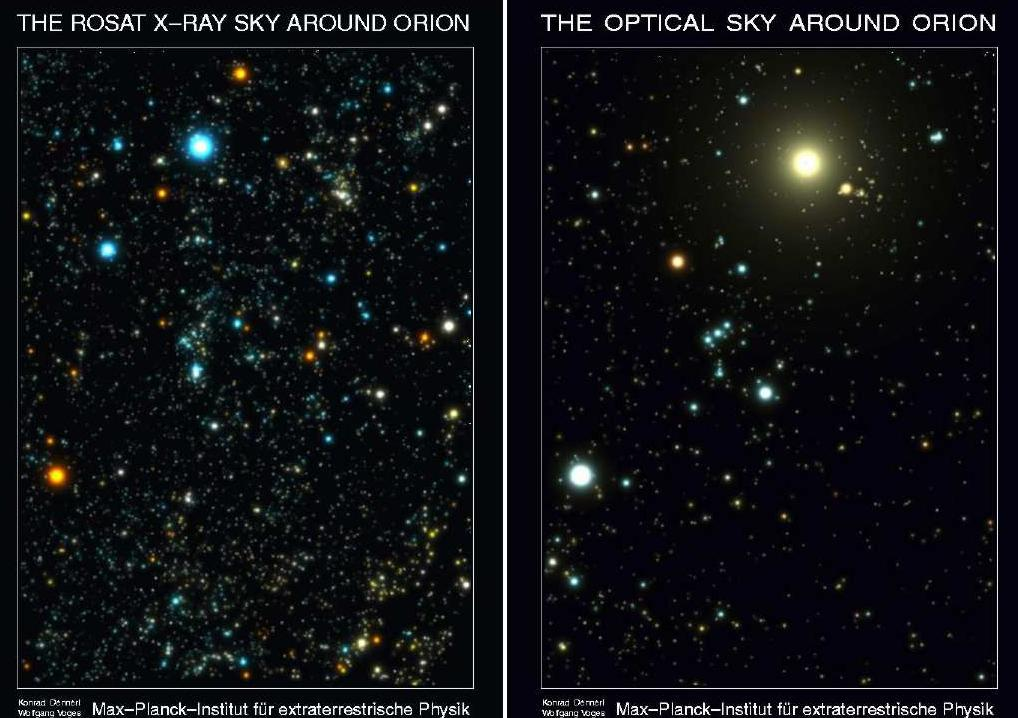
L'image vue en rayons X a été obtenue par le satellite ROSAT pendant la phase All-Sky Survey de 1990 à 1991.

Sur la droite, c'est l'image visuelle de la constellation d'Orion. Sur la gauche, c'est Orion vu aux rayons X. Bételgeuse est facilement repérable au-dessus des trois étoiles de la ceinture d'Orion sur la droite. Les couleurs représentent la température de l'émission de rayons X de chaque étoile : les étoiles chaudes sont bleu-blanc, et les étoiles plus froides sont jaune-rouge. L'objet le plus lumineux dans l'image optique est la pleine lune, qui est aussi présente dans l'image aux rayons X.

### Pégase

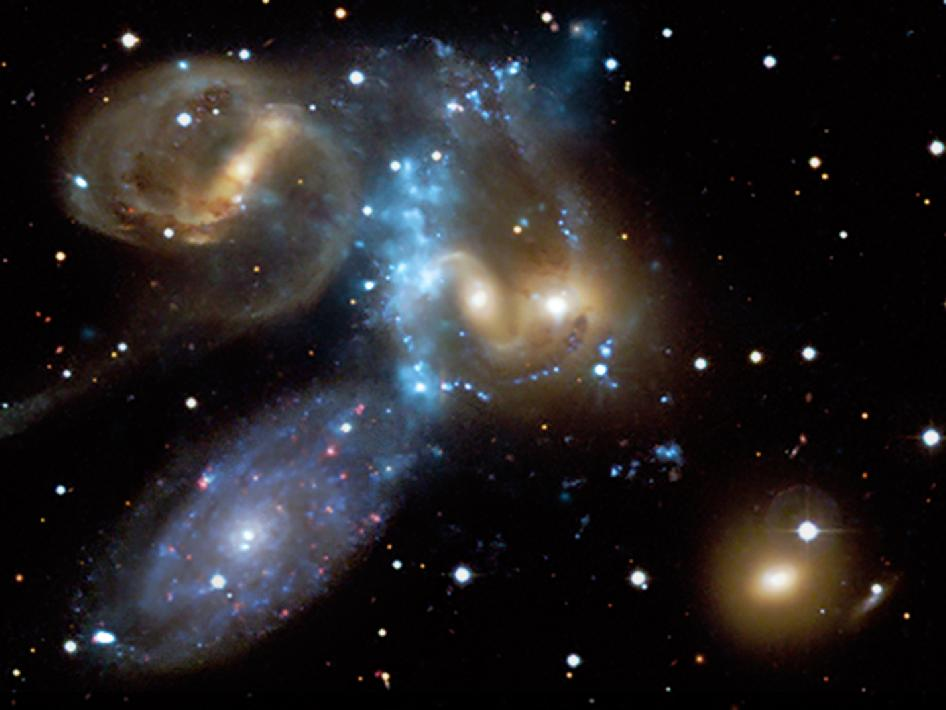
Le quintette de Stephan, un groupe compact de galaxies découvert il y a environ 130 ans et situé à environ 280 millions d'années lumière de la Terre, offre une occasion rare d'observer un groupe de galaxies dans son processus d'évolution à partir d'un système défaillant de rayons X dominé par les galaxies spirales vers un système plus développé dominé par les galaxies elliptiques et émettant des rayons X lumineux. Être en mesure d'assister à un effet dramatique des collisions dans l'origine de cette évolution est importante pour accroître notre compréhension des origines de la chaleur, des rayons X, et des halos lumineux de gaz dans différents groupes de galaxies.

Les galaxies du quintette de Stephan sont intéressantes en raison de leurs collisions violentes. Quatre des cinq galaxies du quintette de Stephan forment une association physique, et sont impliqués dans une danse cosmique qui finira très probablement en une fusion de galaxies. Lorsque NGC 7318B est entrée en collision avec du gaz dans le groupe, une onde de choc énorme, plus grande que la Voie lactée, se répand entre les galaxies, chauffant une partie du gaz à des températures de millions de degrés où ils émettent des rayons X détectables par la NASA avec l'observatoire Chandra. NGC 7319 possède un noyau de Seyfert de type 2.

### Persée

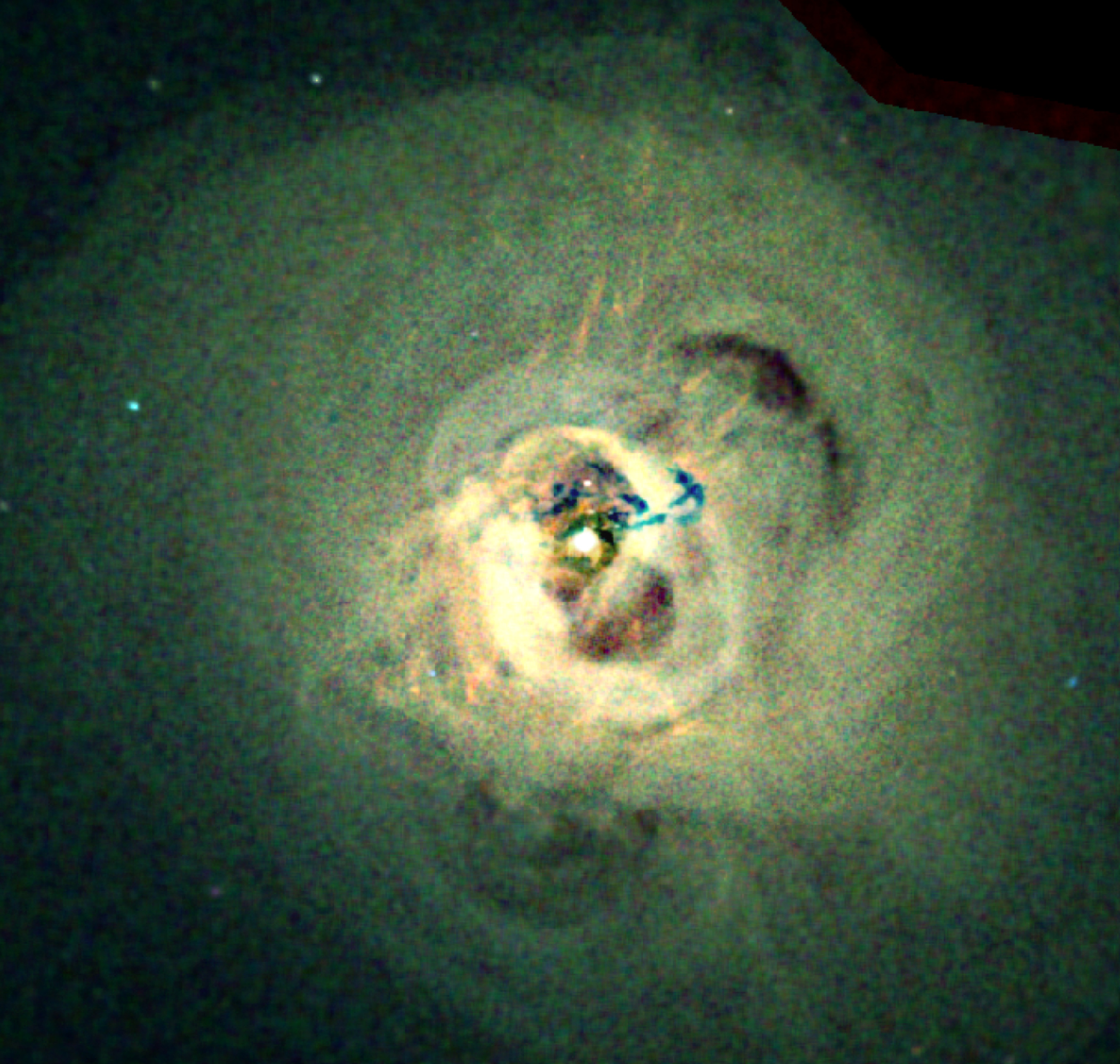
Observations de Chandra des régions centrales de l'amas de galaxies de Persée. L'image a été prise sur 284 arcsec. RA Dec + dans la constellation de Persée. Date d'observation : 13 pointages entre le 8 octobre 2002 et le 20 octobre 2004. Code couleur : énergie (Rouge : 0.3-1.2 keV, Vert : 1.2-2 keV, Bleu : 2-7 keV). Instrument : ACIS.

L'amas de galaxie de Persée est un des objets les plus massifs de l'univers, contenant des milliers de galaxies immergés dans un vaste nuage de gaz de plusieurs millions de degrés.

### Peintre

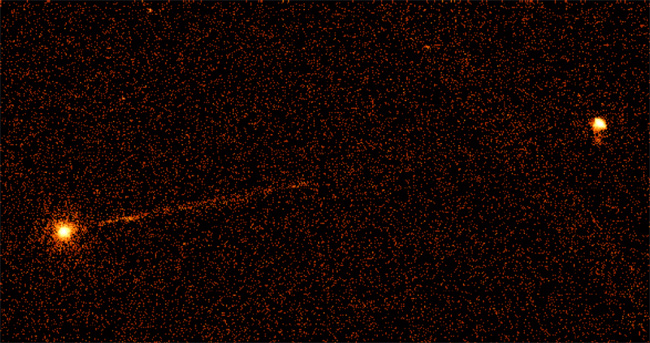
Cette image provenant de Chandra montre un jet spectaculaire émanant du centre de la galaxie (à gauche) et s'étend sur 360,000 al vers un point chaud brillant. L'image a été prise sur 4.2 arcmin. Ascension droite :. Déclinaison :. Instrument : ACIS.

La galaxie du Peintre est une galaxie qui peut être un trou noir en son centre et qui émet un gaz magnétisé à vitesse extrêmement élevée. La tache lumineuse à droite de l'image est à la tête du jet. Peintre est une source de rayons X nommée H 0517-456 et 3U 0510-44.

### Sculpteur

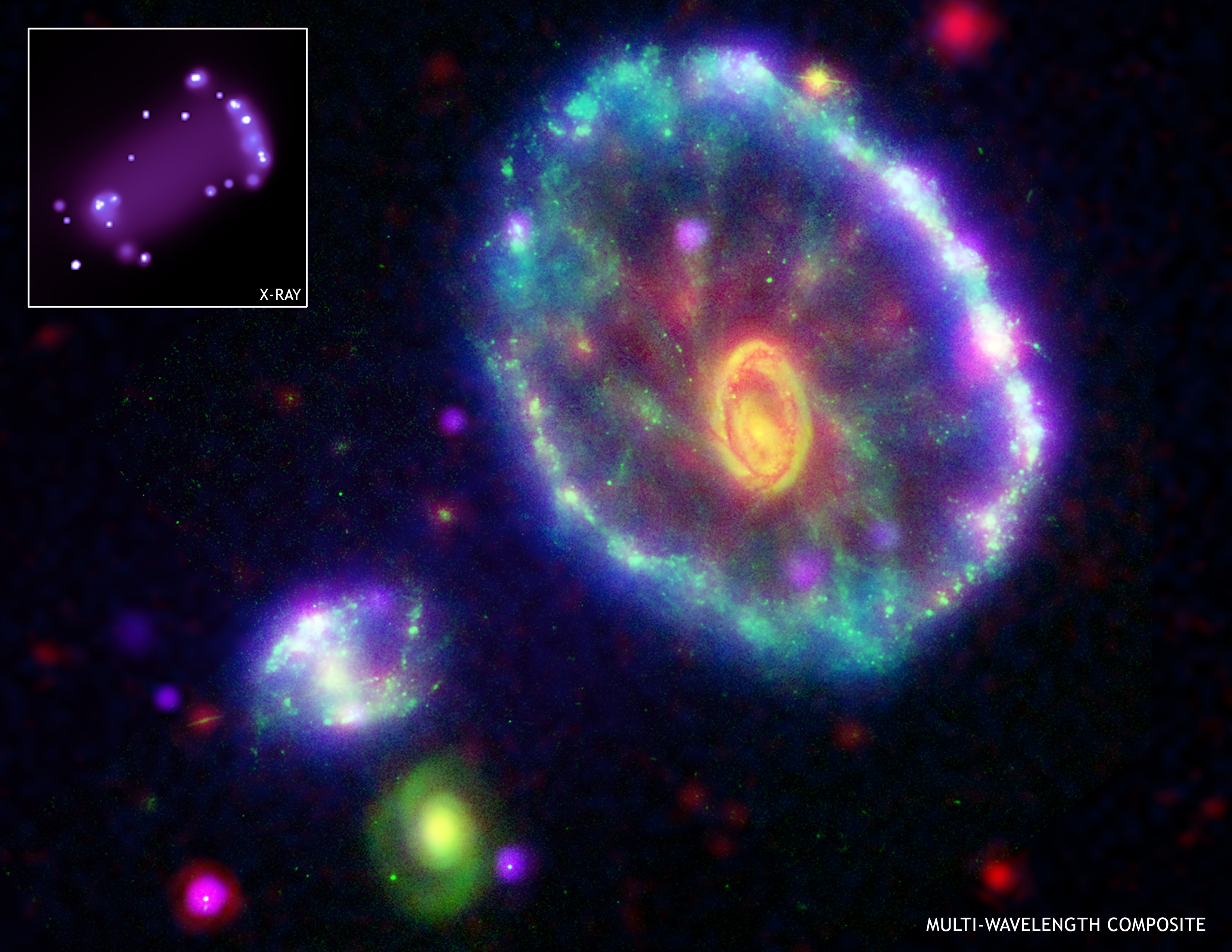
Cette image combine les données de quatre observatoires différents: l'Observatoire Chandra (rayons X/violet); Galaxy Evolution Explorer (ultraviolet/bleu); le télescope spatial Hubble (visible/vert); le télescope spatial Spitzer (infrarouge/rouge). L'image a été prise sur 160 arcsec. RA Dec –. Code couleur : ultraviolet (bleu), optique (vert), rayons X (violet), Infra-rouge (rouge).

La forme inhabituelle de la galaxie de la Roue de chariot est peut-être due à une collision avec une galaxie plus petite, tels que celles en bas à gauche de l'image. Il y a un nombre exceptionnellement élevé de trous noirs dans la 'jante' de la galaxie.

### Serpent

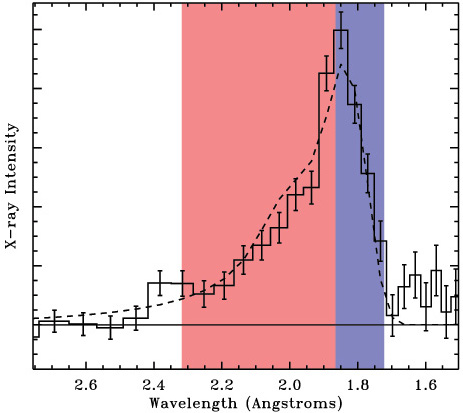
Spectre XMM-Newton des atomes de fer surchauffées au bord du disque interne d'accrétion autour de l'étoile à neutrons dans Serpent X-1. La ligne s'apparente généralement à un pic symétrique, mais il présente les caractéristiques classiques de la distorsion due à des effets relativistes. L'ensemble de la ligne a été déplacée vers des longueurs d'onde plus longues (à gauche, rouge) en raison de la puissante gravité de l'étoile à neutrons. La ligne est plus lumineuse vers des longueurs d'onde plus courtes (à droit, bleu) parce que la théorie de la relativité d'Einstein prédit qu'une source à haute vitesse rayonnant vers la Terre apparaîtra plus brillante que la même source se déplaçant loin de la Terre.

Le 27 août 2007, des découvertes concernant l'asymétrique de l'élargissement de la ligne de fer et leurs implications dans la relativité ont été un sujet suscitant beaucoup d'excitation. Le diamètre des étoiles à neutrons peuvent pas être supérieurs à 18-20,5 miles, ces résultats sont en accord avec toutes les autres types de mesures."
"Nous avons vu ces lignes asymétriques chez de nombreux trous noirs, mais ceci est la première confirmation que les étoiles à neutrons peuvent aussi les produire. Et donne ainsi un nouvel outil pour vérifier la théorie d'Einstein", dit Tod Strohmayer du Goddard Space Flight Center de la NASA.
En utilisant XMM-Newton, Bhattacharyya et Strohmayer ont pu observer Serpent X-1, qui contient une étoile à neutrons et un autre objet stellaire. Cackett et Jon Miller, de l'Université du Michigan, ainsi que Bhattacharyya et Strohmayer, ont utilisé les superbes capacités spectrales de Suzaku pour étudier Serpent X-1. Les données de Suzaku ont confirmé le résultat de XMM-Newton en ce qui concerne la ligne de fer de Serpent X-1.

### Grande Ourse
M82 X-1 est situé dans la constellation de la Grande Ourse à 09h 55m 50,01s +69° 40′ 46,0″. Il a été détecté en janvier 2006 par le Rossi X-ray Timing Explorer.
Dans la Grande Ourse à RA 10h 34m 00,00s, Dec +57° 40′ 00,00″, c'est un champ de vision qui est presque libre de l'absorption par le gaz d'hydrogène neutre au sein de la Voie lactée. Il est connu sous le nom du trou Lockman.

## Sources de rayons X exotiques

### Microquasar
Un microquasar est un cousin, plus petit d'un quasar qui est un émetteur de binaire X. SS 433 est l'un des systèmes d'étoiles les plus exotiques observés. C'est un système binaire à éclipses avec soit un trou noir, soit une étoile à neutrons et est une étoile de type spectral. SS 433 se trouve dans les rémanents de W50. Le spectre de la SS 433 est affecté par des décalages Doppler et par la relativité : lorsque les effets du décalage Doppler sont soustraits, il y a un redshift résiduel qui correspond à une vitesse d'environ 12 000 kps. Cela ne représente pas une vitesse réelle du système, à une distance Terrestre ; elle est plutôt due à la dilatation du temps, qui rend le déplacement des horloges plus lente. Dans ce cas, les atomes excités relativistes mobiles dans les jets semblent vibrer plus lentement, et leur rayonnement semble donc décalée vers le rouge.

### Binaires X/Be
LSI+61°303 est un système binaire périodique, émettant des rayons gamma, CG135 + 01. LSI+61°303 est une source radio variable caractérisé, non thermiques avec une période de 26,5 jours, attribué au mouvement orbital excentrique d'un objet compact, probablement une étoile à neutrons, autour d'un Ve étoile B0 à rotation rapide, avec un Teff ~ 26 000 K et la luminosité de ~1038 erg s−1. Les observations photométriques aux longueurs d'onde optiques et infrarouges montrent également une modulation de 26,5 j. Parmi les quelque 20 membres des systèmes binaires Be/X, à compter de 1996, seulement Per X et LSI+61°303 ont explosions de rayons X de luminosité beaucoup plus élevé et le spectre plus dur (kT ~ 10-20 keV) vs. (kT ≤ 1 keV); cependant, LSI+61°303 se distingue en outre par sa forte émission de radio. "Les propriétés radio de LSI+61°303 sont semblables à ceux des binaires X à masses élevées "standard" telles que SS 433, Cyg X-3 et Cir X-1".

### Magnétars
Un magnetar est un type d'étoile à neutrons avec un champ magnétique extrêmement puissant, avec le pouvoir de désintégrer l'émission de grandes quantités des rayonnements de haute énergie électromagnétiques, en particulier les rayons X et les rayons gamma. La théorie au sujet de ces objets a été proposée par Robert Duncan et Christopher Thompson en 1992, le premier magnetar identifié a été le 5 mars 1979. Ces champs magnétiques sont des centaines de milliers de fois plus fort que tout aimant artificiel, et quadrillions de fois plus puissants que le champ entourant la Terre. En 2003, ils sont les objets les plus magnétiques jamais détectés dans l'univers.
Le 5 mars 1979, après la chute des sondes dans l'atmosphère de Vénus, Venera 11 et Venera 12, pendant qu'il entrait dans l'orbite héliocentrique, ont été frappés à 10 h 51 (EST) par une explosion de rayons gamma. Cette éruption géante a été détectée par de nombreux engins spatiaux localisé par le réseau interplanétaire à SGR 0526-66 dans le N-49 SNR du Grand Nuage de Magellan,. De plus, Konus a détecté une autre source en mars 1979 : SGR 1900+14, situé à 20 000 années-lumière dans la constellation Aquila, avait une longue période de faibles émissions, à l'exception de la rafale significative en 1979.
Quelle est la relation d'évolution entre les pulsars et les magnétars ? Les astronomes aimeraient savoir si magnétars représentent une classe rare de pulsars, ou si les pulsars passent par une phase de magnétar au cours de leurs cycles de vie. Rossi X-ray Timing Explorer (RXTE) de la NASA, a révélé que l'étoile à neutrons la plus jeune connue a connu une crise de colère.
PSR J1846-0258 est dans la constellation de l'Aigle. Il avait été classé comme un pulsar normal en raison de sa rotation rapide (3,1 s−1) et de son spectre ressemblant à celui d'un pulsar. "Jamais auparavant un pulsar ordinaire a été observé pour produire des éruptions de magnétars", dit Fotis Gavriil.

## Étoiles noires X
Au cours du cycle solaire, comme indiqué dans la séquence d'images du Soleil aux rayons X, le soleil est presque noir aux rayons X. Bételgeuse semble, d'autre part, être toujours sombre aux rayons X. Le flux de rayons X à partir de la totalité de la surface stellaire, correspond à une limite de flux de surface qui varie de 30–7 000 ergs s−1 cm−2 à T=1 MK, à ~1 erg s−1 cm−2 à des hautes températures.
Comme la supergéante rouge Bételgeuse, presque aucun rayon X sont émis par des géantes rouges. La cause pourrait impliquer :
- un effet dynamo inactif ;
- une suppression par la production des vents stellaires ;
- une forte atténuation par une épaisse chromosphère le recouvrant[12].

## Milieu interstellaire X
Le milieu ionisé chaud, est parfois composé de gaz coronal, dans la plage de température e6 - e7 K émet des rayons X. Les vents stellaires de jeunes amas d'étoiles et des ondes de choc créées par supernovae produise d'énormes quantités d'énergie dans leur environnement, ce qui conduit à des turbulences hypersoniques. Les structures qui en résultent - de différentes tailles - peuvent être observées, comme des bulles de vent stellaire et superbulles de gaz chaud, par les télescopes satellites aux rayons X. Le Soleil parcourt actuellement le nuage interstellaire local, une région plus dense dans la basse densité de la Bulle locale.

## Planète noire X
Les observations aux rayons X offrent la possibilité de détecter des planètes. "Ces méthodes sont particulièrement prometteuses pour les étoiles de faible masse, comme une planète comme Jupiter pourrait éclipser une zone coronale assez importante."

### Terre
La première image de la Terre dans les rayons X a été prise en mars 1996, avec le satellite en orbite Polar. Les particules énergétiquement chargées du Soleil causent les aurores polaires et dynamisent les électrons de la magnétosphère de la Terre. Ces électrons se déplacent le long du champ magnétique de la Terre, et frappent l'ionosphère de la Terre, produisant finalement des rayons X.